# L 369-44
L 369-44 is een dubbelster met een spectraalklasse van M4V en M5V. De ster bevindt zich 36,17 lichtjaar van de zon.